# 陳潔玲
陳潔玲（英語：Christy Chan，1987年10月11日—），前香港無綫電視女演員，以大熱姿態參選2012年度香港小姐競選進入十強，早期自稱有「翻版陳妍希」及「少女鍾楚紅」，從商後則自稱「西太后」及「荀盤」。她在香港討論區的賬戶叫「 ling_101111」。
於2020年12月被前合伙人入稟追討生意違約損失，此後揭發其生意手法有問題及自稱與三合會有往來，並多次私下恐嚇騷擾原告人及控方證人。
2021年9月3日被法庭裁定敗訴，敗訴後強行介入原告人訪問人氣急跌，直至2022年9月其官方instagram帳號轉為非公開，正式退出娛樂圈。

## 簡歷
中學時期，陳潔玲為聖公會鄧肇堅中學唯一香港中學會考考獲15分，符合原校升讀資格，卻因屢犯校規，被校方勒令寫千字悔過書方能升讀中六的學生。她自小篤信佛教，竟於宗教科目（基督教）獲得A等成績。
大專時期，陳潔玲擔任香港浸會大學電影學會會長及八大院校電影聯會（Joint University Film Association）會長，曾經籌辦多場校園座談及放映會。
2012年參選香港小姐，進入十強。其後畢業於第26期無綫電視藝員訓練班，導師為鄭丹瑞及鄭裕玲。有指她在香港討論區的賬戶叫「 ling_101111」，常開帖分享賭波心得，連冷門到日本職業聯賽都賭，其賭波心得深受網民認同，有網民戲稱她做「 ling哥」，而該賬戶曾回帖：「同我條仔一樣 wor，除咗賭，冇其他興趣，賭波賭馬，過大海玩兩手，可以咁講，我同男友做人最大的樂趣都是賭。」陳潔玲曾在多個私影論壇留下個人相片和資料招募攝影師，其電郵賬號正是「 ling_101111」。
參選期間被指虛報學歷，無綫外事部副總監曾醒明回覆記者時稱，陳潔玲參選時已表明是副學士但未畢業，故不算虛報。
2013年主持旅遊節目《情迷越南》及演出處境劇《愛回家》引起關注，人氣急升，成為宅男女神。
2017年約滿無綫，自此以獨立演員身份活躍於網絡、電視劇及電影界，包括與網紅微辣Manner合作一系列短片，反應熱烈，點擊率過百萬；並擔任ViuTV電視劇單元《黑市》以及電影《私人會所》女配角。
演藝工作以外，陳潔玲21歲開始創業，於銅鑼灣勿地臣街及旺角信和中心開設時裝樓上店，曾被報導指懷疑賣冒牌貨。
近年於觀塘及牛頭角經營大型派對場地。2019年陳潔玲接受訪問時稱其做生意一定要獨資，不會與他人合作，以免產生拆伙糾紛。
2019年尾捲入陳庭欣與其男友感情關係，被指為小三。陳潔玲否認並語帶相關暗示不用理會有人釣金龜的新聞。
疫情期間，旗下兩間分店停業超過一年，轉型為網店，銷售美容護膚及母嬰用品，同期於元朗開設台灣食品店，生意涉獵多個範疇。
2021年2月11日陳潔玲力數網購平台HKTVMALL，指其網店無故被HKTVmall停業一星期：「請問點解你哋完全冇send過email嚟，就幫我哋商戶自訂non-business day？我間網店咁就無啦啦被停業一個禮拜。」又指HKTVmall運送途中遺失貨物或令貨物損壞，對方沒有負責外，她還要被罰錢，令她蒙受「三重損失」
其後HKTVMALL主席王維基親自回覆陳潔玲，王維基稱翻查紀錄後先指去年10月罰款500元，是因陳潔玲商店違反《不良廣告（醫藥）條例》，12月的100元罰款是客戶回報只收到一支產品，但訂購是三支，因「missing items」而被罰款。最後一次則是上月有客戶指收到錯誤貨物，而罰款100元。
2020年年尾與藝人鍾舒漫有生意拆伙糾紛，被鍾舒漫告上小額錢債審裁處。最終在2021年9月3日陳潔玲被判敗訴
敗訴後與丈夫謝趠汎強行介入鍾舒漫的事後直播訪問，推開鍾舒漫並搶走其手上的咪發言，人氣急跌後淡出娛樂圈。

## 法律爭議

### 庭上提出交還貨物遭法官拒絕
2020年12月23日，陳潔玲庭上指未能負擔港幣賠償，只能交回貨物，但法官強調訴訟只涉及金錢問題，沒有其他，拒絕陳潔玲。

### 騷擾原告人
2021年7月被發文揭發審訊期間陳潔玲多次凌晨時分騷擾證人及原告人，並曾自稱與黑社會有密切關係。
後於庭上被審裁官要求單方面向對方道歉。

### 自稱經營水貨客生意
陳潔玲於社交平台上稱自己家族多年經營水貨客生意，與黑社會人士有業務來往屬正常關係

### 審訊遲到
2021年8月3日，陳潔玲在丈夫Victor陪同下到法庭，但兩人遲到25分鐘，被審裁官質問時，陳潔玲解釋因天雨影響而塞車，故她應審裁官要求向原告人道歉。

### 拒絕和解
2021年8月3日，審裁官協調雙方和解；原告人聽取意見，願意收取半數（港幣2萬多元）賠償款項，並撤回網上發文；陳潔玲卻拒絕和解，還要求原告人與其現任男友及胞妹公開道歉及澄清。
2021年8月25日，審裁官亦再問2人會否考慮和解，陳潔玲堅決拒絕。

### 遲交文件
法庭要求雙方必須在指定日期內提交一式一樣的文件與法庭，陳潔玲被指多次遲交法庭文件予對方，但卻準時交予法庭。

### 違反法庭格式呈交文件
陳潔玲被指呈交予對方的文件多次有缺漏情況，令原告人須向法庭申請影印陳潔玲交予法庭之版本，違反法庭要求的「一式一樣」準則。

### 堅持歸還懷疑過期貨物
2021年8月25日，陳潔玲仍表示自己願意退貨，卻從沒有承諾過會退款給對方，並結案陳詞時直斥對方供詞前後矛盾不可信。
原告人的結案陳詞則指陳潔玲與其於2020年5月13日已達成退貨協議，但陳潔玲遲遲未退貨而令到產品已過期，令該批貨物失去了原有的價值，導致了其損失。

### 生意糾紛敗訴
2021年9月3日，審裁官判詞稱雙方於去年5月13日提出拆伙協議，其後陳潔玲於6月10日要求鍾舒漫簽署協議書，並不應該在拆伙協議之內。故判陳潔玲敗訴。
審裁官判詞稱，根據陳潔玲所提供的證據顯示，陳潔玲的違約行為導致對方損失約港幣8萬多元，但對方只追討投資本金4萬多元和法庭訟費，審裁官認為追討合理，故判陳潔玲須全數賠償。
另外法官在庭上提示鍾舒漫可以報警處理陳潔玲在法庭內偷拍證人的行為並重申法院範圍內不准拍攝。

### 庭外介入訪問
判決結束後，鍾舒漫及其胞妹鍾舒淇在庭外接受訪問，敗訴的陳潔玲及其丈夫Victor突入訪問，要求一同受訪，被拒絕後直接推開鍾舒漫並搶走其手上的咪，鍾舒漫姐妹見狀離開鏡頭，陳潔玲夫婦無視其離開繼續發言。
其後陳潔玲在社交平台公開為「搶咪」向鍾舒漫道歉，但後來又刪除文章。不過在道歉前，陳潔玲於IG限時動態的留言謂：「終於忙完一件閒雜事，各位朋友中秋檔期，記得約我燒嘢食。」形容官非是「閒雜事」，給人覺得態度依然囂張。

### 拒絕和解原因
陳潔玲被記者問及為什麼一直拒絕和解時，陳潔玲稱：對方曾提出的和解金額2萬多元和敗訴須全數賠償金額的4萬多元，數字上對自己來說都是分別不大。並稱是對方不願意和解，希望對方放下執念。

### 消毒藥水爭議
陳潔玲所販售的消毒藥水濃度為100ppm，被指與購買頁面上的日本安全證書700ppm數字不符 （页面存档备份，存于）

### 被指曾經抹黑過其他藝人
被同為節目索女人妻ichi烹參加者潘杰寧指出 （页面存档备份，存于），陳潔玲丈夫於連登討論區抹黑其為買通節目嘉賓才勝出該節目。在討論區中連登會員96628 多次指自己為節目現場人士，相信陳潔玲丈夫謝趠汎拍攝時在現場情況非常高。更有其他連登會員指出連登會員96628有可能為陳潔玲本人帳號。

## 演出作品

### 電視劇（無綫電視）
| 翡翠台首播             | 劇名             | 角色   | 性質   |
| ---------------------- | ---------------- | ------ | ------ |
| 2014年                 |                  |        |        |
| 6月30日－8月8日        | 寒山潛龍         | 芳     |        |
| 10月19日－2015年1月4日 | 飛虎II           | 徐美暉 | 女配角 |
| 2015年                 |                  |        |        |
| 7月6日－2016年4月1日   | 愛·回家 (第二輯) | 周穎嫻 | 女配角 |
| 8月31日－9月25日       | 陪著你走         | 許芯悅 | 女配角 |
| 2016年                 |                  |        |        |
| 1月11日－2月6日        | 愛情食物鏈       | 售貨員 |        |
| 10月17日－11月20日     | 來自喵喵星的妳   | 任秋水 | 女配角 |
| 2017-2018年            |                  |        |        |
| 12月10日－2月11日      | 性在有情         | 李曉菲 | 女配角 |
| 4月10日－5月5日        | 全職沒女         | Kiki   | 女配角 |

### 電視劇（ViuTV）
| ViuTV首播 | 劇名                 | 角色 | 性質   |
| --------- | -------------------- | ---- | ------ |
| 2020年    |                      |      |        |
| 1月20日   | 黑市 第18集 心靈寫真 | 糖糖 | 女主角 |

### 網絡劇
| 年份   | 頻道     | 劇名           | 角色 | 性質   |
| 2017年 | 搜狐視頻 | 畫心師         | 秀玉 | 女配角 |
| 2019年 | 豆辦電影 | 情陷聊齋之畫皮 | 呈兒 | 女主角 |

### 電影
| 上映日期 | 劇名      | 角色     | 性質   |
| 2014年   | 分手100次 | 拖狗少女 | 客串   |
| 2017年   | 私人會所  | Joey     | 女配角 |

## 綜藝節目

### 主持節目（無綫電視）
| 年份          | 節目名   |
| 2013年        | 情迷越南 |
| 2014 - 2015年 | 激優一族 |
| 2015年        | 賞遊澳門 |
| 2015 - 2017年 | Y Angle  |

### 節目嘉賓 / 演出（無綫電視）
| 年份   | 節目名       | 頻道   |
| 2013年 | 兄弟幫       | J2     |
| 2015年 | 姊妹淘       | J2     |
| 2016年 | Sunday好戲王 | 翡翠台 |
| 2016年 | 我愛香港     | 翡翠台 |

### 節目嘉賓 / 演出（ViuTV）
| 年份   | 節目名          | 頻道  |
| 2020年 | 點相 III 先機算 | ViuTV |
| 2020年 | 索女人妻ichi烹  | ViuTV |

## 外部連結
- 陳潔玲 Christy Chan的Facebook專頁
- 陳潔玲的Instagram帳戶
- 陳潔玲元朗的食品店發掘台灣好味道 （页面存档备份，存于）
- 陳潔玲HKTV Mall的網店 （页面存档备份，存于）
- https://www.fotop.net/Christychan （页面存档备份，存于）
- 陳潔玲在香港影庫上的簡介